# Bahnhof Mobolaji Johnson

Bahnhof Mobolaji Johnson

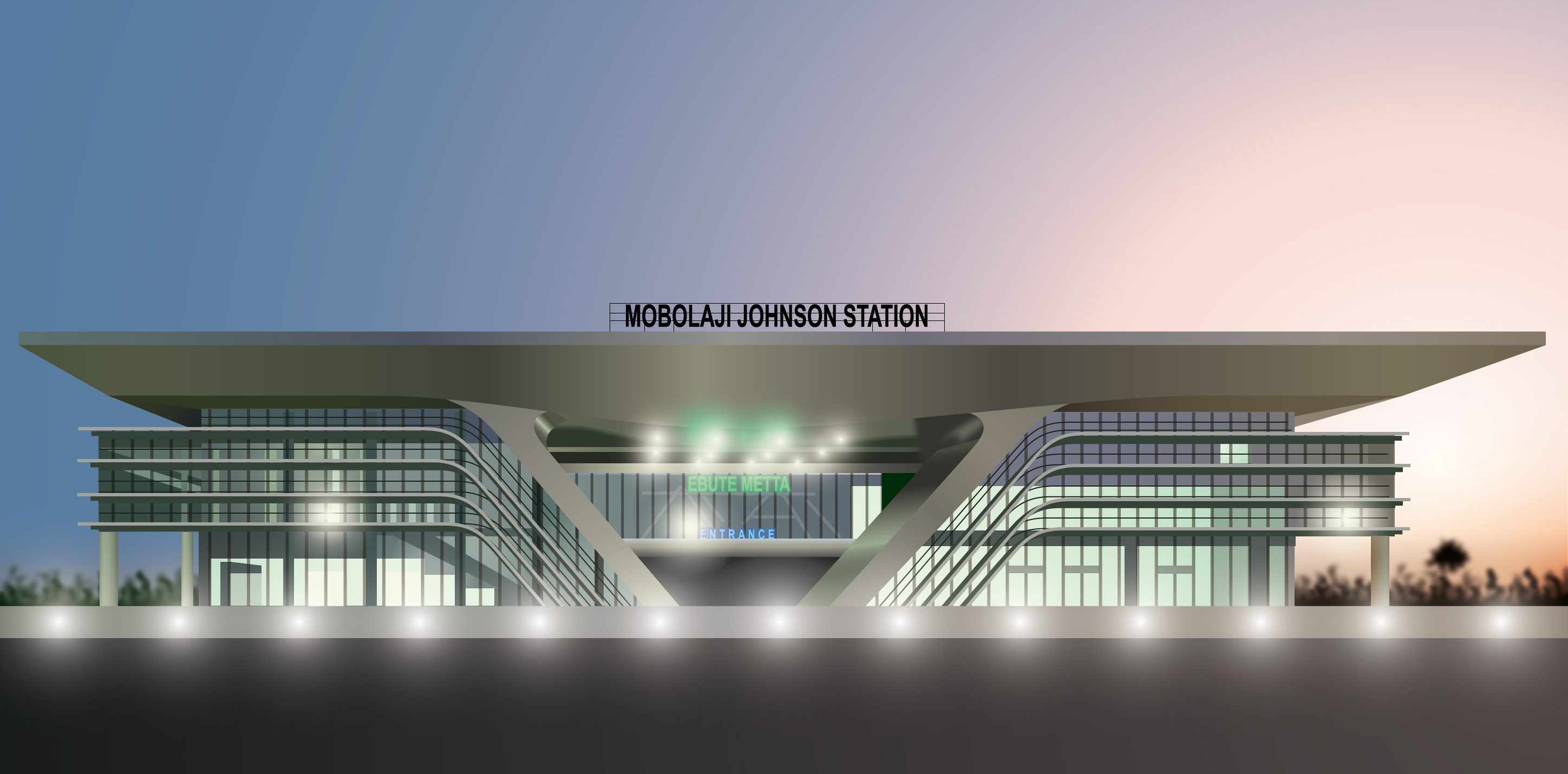
Bahnhof Mobolaji Johnson am Abend

Der Bahnhof Mobolaji Johnson im Ortsteil Ebute Metta ist der wichtigste Bahnhof von Lagos, der größten Stadt von Nigeria. Er ist gleichzeitig der größte Bahnhof in Westafrika mit einer Kapazität von 6000 Passagieren. Gebaut wurde der Bahnhof von der chinesischen China Civil Engineering Construction Corporation unter Regie der Nigerian Railway Corporation. Das Gebäude wurde am 10. Juni 2021 zusammen mit der zweigleisigen Normalspurstrecke nach Ibadan eingeweiht und löste das baufällige Bahnhofsgebäude Ebute Metta aus kolonialen Zeiten ab. Benannt wurde der Bahnhof nach dem ersten Gouverneur von Lagos nach Erlangung der Unabhängigkeit, Mobolaji Johnson.
Er löste 2021 den Bahnhof Lagos Terminus, auch Bahnhof Iddo genannt, der den Endpunkt der Kapspurstrecke wenige Kilometer südlich markiert, als wichtigsten Bahnhof der Stadt ab. Dieser wird offenbar in Zukunft als Güterbahnhof am Hafen genutzt werden.

## Gebäudekomplex

Wartesaal, im Hintergrund die medizinische Notfallstation

Der moderne Gebäudekomplex besteht aus zwei Hauptgebäuden entlang der Schienen. Diese Hauptgebäude sind durch zwei Gleisüberführungen miteinander verbunden. Im vorderen Gebäude befindet sich der Ticketverkauf und die Sicherheitskontrolle. Im rückwärtigen Gebäude befindet sich ein Wartesaal.
Beim Bau wurde ein behindertengerechter Zugang angestrebt. Der Zugang zu den Gleisen ist unter anderem durch Lifte möglich. Die Bahnsteigkante ist auf gleicher Höhe wie das zu betretende Zugabteil.
Hinweisschilder sind auch in Brailleschrift lesbar.

## Service
Der Ticketverkauf ist derzeit nur am Schalter und gegen Barzahlung möglich (Stand 2021).
Für „Shops“ vorgesehene Flächen werden derzeit noch nicht genutzt (Stand 2021). In der Nähe des Wartesaals befindet sich eine Station für medizinische Notfälle („Nurse on duty“).
Die Abfahrzeiten werden durch mehrere Displays angezeigt und, entgegen der Landessitte, minutiös eingehalten.
Nach Fertigstellung der „Roten Linie“ von Lagos wird Mobolaji Johnson auch als S-Bahn-Station Dienst tun. Vorgesehener Termin ist Dezember 2022.